# Alexandre Najjar
 (octobre 2021).
Alexandre Najjar, né à Beyrouth le 5 février 1967, est un avocat, écrivain d'expression française et critique littéraire franco-libanais. Il a été fait officier dans l'Ordre des Arts et des Lettres et a obtenu la Médaille d'or de la Renaissance française et le Grand Prix de la Francophonie de l'Académie française.

## Biographie
Alexandre Najjar est né au Liban le 5 février 1967 dans une famille établie à Achrafieh, un quartier chrétien de Beyrouth, mais originaire de Deir el-Kamar dans le Chouf. Son ancêtre Joseph Damiani est venu de Corse en Égypte avec Napoléon Bonaparte, mais a choisi de rester au Levant où il a exercé le métier de charpentier.
Son père Roger est avocat, grand spécialiste de droit maritime, sa mère Noha (surnommée "Mimosa") a fait des études de droit et de psychologie avant de se consacrer à l'éducation de ses 6 enfants, dont Alexandre est l'aîné.
Il a 8 ans quand éclate la guerre du Liban. Il commence à écrire et compose son premier roman à l'âge de 9 ans. À 13 ans, il crée son propre journal. À l'école des Jésuites, le Collège Notre-Dame de Jamhour, il se distingue par une excellente maîtrise du français. Il sort premier de session au baccalauréat français (1984). À Paris où il suit ses études de droit (Université de Paris II-Assas), il remporte le Prix de poésie de la ville de Paris et la première Bourse de l'écrivain de la Fondation Hachette décernée par un jury présidé par Jacques Lacarrière (1990). Un de ses poèmes est publié dans Le Figaro littéraire. Il signe La honte du survivant, témoignage sur la guerre du Liban, une plaquette de poèmes intitulée A quoi rêvent les statues ?, puis un recueil de nouvelles Comme un aigle en dérive qui obtient le Prix du palais littéraire. Son premier roman est publié chez Grasset sous le titre : Les Exilés du Caucase.
Il est l'auteur d'une trentaine de romans, récits, poèmes et biographies, dont Khalil Gibran, L'école de la guerre, Le silence du ténor, Berlin 36, Le Roman de Beyrouth , Le Censeur de Baudelaire (préface de Philippe Séguin), Kadicha et  Harry et Franz. Najjar publie aussi un Dictionnaire amoureux du Liban chez Plon.
Sa pièce de théâtre Le Crapaud, qui dénonce la censure et les dérapages de la justice, est jouée au théâtre Monnot à Beyrouth dans une mise en scène de Berge Fazlian. Lina Abyad met en scène ses deux pièces suivantes : L’Inattendue (2018) et ‘’Monsieur Béchara’’(2019).
Il signe en 2009 le scénario d'un téléfilm sur la vie de Gibran, diffusé sur la LBC et la MTV[réf. souhaitée] et, en 2020, le scénario d'un court-métrage sur le coronavirus : "Corona days", diffusé sur la MTV et sélectionné au Festival du film libanais de France et au Lebanese Film Festival du Canada.
Alexandre Najjar multiplie les conférences à Paris, Washington D.C, New York, Moscou, Rome, Bologne, Stockholm, Göteborg, Berlin, Leipzig, Weimar, Mexico, Perpignan, Toulouse, Nice, Ajaccio, Suresnes, Chartres, Amiens, Versailles, Monaco et Alexandrie. En 2011, il prononce le discours inaugural de l'année universitaire à l'Université de Poitiers et, en 2015, un discours sur Les nouveaux enjeux de la francophonie à la Sorbonne-Abu Dhabi. En 2018, il donne une conférence sur le procès de Charles Baudelaire à l’École supérieure de la Magistrature à Paris, et, en 2020, une conférence sur les Phéniciens à l’Académie des sciences d’outre-mer.
Son œuvre est traduite dans une douzaine de langues : allemand, anglais, arabe, arménien, coréen, espagnol, grec, italien, polonais, portugais, roumain, russe, suédois et turc.
Très engagé dans le combat pour l'indépendance du Liban, il signe de nombreux articles dans la presse libanaise et étrangère pour défendre les libertés et fustiger l'occupation et l'obscurantisme.
Il crée le prix Phénix de littérature, qui récompense un écrivain libanais francophone ou un écrivain français ayant écrit sur le Liban, et participe à l'opération Ulysse, en compagnie de Le Clézio et de plusieurs écrivains francophones.
Il fait partie du jury du prix de la littérature arabe décerné par la Fondation Lagardère en coopération avec l'Institut du monde arabe, du jury du prix Michel Zaccour du meilleur essai et, depuis 2010, du jury du Prix Méditerranée.
Il a obtenu une médaille aux Jeux de la francophonie de Madagascar, section littérature, et plusieurs prix littéraires au Liban (le prix Gibran, le prix Ignace Maroun, le Prix Hanna Wakim du roman arabe, le prix Saïd Akl...) et en France (le prix France-Liban, le prix littéraire de l'Asie, le prix du Palais littéraire, le prix Méditerranée 2009 pour Phénicia ; le prix Hervé Deluen décerné par l'Académie française pour son action en faveur de la francophonie, la médaille d'or de la Renaissance française en 2020, le Grand Prix de la Francophonie de l'Académie française, etc.)

## Action culturelle
Alexandre Najjar a été élu en 2020 membre de l'Académie des sciences d'outre-mer.
Il a représenté le Liban dans la commission juridique de l'Unesco. Il a été le rapporteur de l'Assemblée générale de l'Unesco qui a ratifié la Convention sur la diversité culturelle (2005) et membre de la Commission nationale de l'Unesco au Liban.
Il a supervisé la manifestation Beyrouth, capitale culturelle du monde arabe et défendu avec succès la candidature de Beyrouth, élue par l'Unesco « capitale mondiale du livre », obtenu l'organisation par le Centre National du livre des Belles étrangères-Liban. Il a fait partie du Comité organisateur des Jeux de la francophonie de Beyrouth où il a présidé le jury de littérature, et a été membre du Comité organisateur du pavillon du monde arabe, invité d'honneur, à la Foire internationale du livre de Francfort. Ancien conseiller au ministère libanais de la Culture, il a introduit l'ISBN au Liban, réhabilité la Cinémathèque nationale du Liban, lancé le projet de reconstruction de la Bibliothèque nationale du Liban et rendu hommage aux critiques littéraires et aux principaux écrivains libanais.
L'Ambassade des Pays-Bas lui a décerné Le Prix Amsterdam pour son action culturelle, l'Espagne l'a nommé Commandeur dans l'ordre du mérite civil espagnol, le Liban l'a nommé officier dans l'Ordre du Cèdre et la France l'a fait chevalier, puis officier dans l'Ordre des Arts et des lettres.
Sa Fondation culturelle, qui a permis à plusieurs écrivains libanais de se faire publier ou d'être traduits, participe activement au Salon du livre francophone de Beyrouth.
Alexandre Najjar est le président du Board of Trustees de l'Université Libano-Allemande (LGU). Il est aussi membre du Festival International de Baalbeck, dont il est aussi l'avocat.
Ses textes littéraires ont fait l’objet de lectures par le comédien Stanley Weber accompagné au piano par Nicolas Chevereau au Liban, à Perpignan, Paris et Stockholm, et, dans leur version arabe, par Badih Abouchacra (2018). Ils ont également été lus à Madrid à l’occasion de la sortie de Son livre Mimosa en espagnol (2019). Ses Confessions de Beethoven ont été au programme du Festival international al-Bustan 2020 : lecture de Jean-Francois Balmer accompagné au piano par Abdel-Rahman El Bacha. Le spectacle a été rejoué au Palais des Congrès Georges Pompidou à Perpignan, puis à Paris au Théâtre des Bouffes-Parisiens (avril 2022) avec Nicolas Chevereau au piano et, dans sa version arabe, au théâtre Monnot en août 2022 avec une lecture de Badih Abouchacra.
Ses poèmes ont été mis en musique par Nicolas Chevereau et joués par l’orchestre philharmonique du Liban, et par différentes formations au Kulturzentrum (Jounieh, Liban), à Dijon, à Paris, notamment au Palais de l'Elysée, à Genève et à Bologne.
Un de ses textes (Dans une ville étrangère) a été mis en musique et interprété par Jean-Patrick Capdevielle. Il figure sur son album Bienvenue au paradis (2016).
Majida El Roumi et Youssou N'Dour ont interprété un de ses poèmes (coécrit avec le poète Said Akl) en ouverture des Jeux de la Francophonie à Beyrouth. La chanson, intitulée Biladi Ana, figure sur un album de Magida.
Une nouvelle d’Alexandre Najjar intitulée Un obus partout tiré de L’École de la guerre a fait l’objet d’un film d’animation de Zaven Najjar en 2015 qui a obtenu plusieurs mentions et prix (Mention spéciale au Festival de Cabourg, 2015 ; Mention spéciale au Festival Silhouette, Paris, 2015 ; Prix de l’animation au Festival du Cinéma Européen de Lille, 2015 ; Prix de la Trois au Festival Les Enfants terribles, en Belgique, 2015 ; Prix du meilleur film d’animation au Festival du film de Lanzarote, en Espagne, 2016; Prix du jury du meilleur film animé au Festival du film d’Atlanta, aux États-Unis, 2016 ; Prix du Public « Compétition Animation 1ers Films » du Festival Séquence Court-Métrage, Toulouse, 2017).

## L'Orient littéraire
En 2006, Alexandre Najjar a relancé L'Orient littéraire, supplément littéraire de L'Orient-Le Jour, autrefois dirigé par Georges Schéhadé et Salah Stétié. Il réunit autour de lui une équipe de romanciers et de journalistes libanais et français. Il y publie lui-même l’éditorial et divers articles ou entretiens.
Ce supplément francophone, véritable pont entre Orient et Occident, est salué par la presse française (Le Point, Le Figaro...) et ses articles sont régulièrement repris par Courrier International.

« J’ai toujours milité pour une francophonie synonyme de diversité culturelle, d’ouverture et de dialogue. »

## Avocat
Diplômé des Facultés de droit des universités Paris II-Assas, USJ et Paris I- Panthéon Sorbonne, titulaire d'un DBA (Doctorate of Business administration) pour une thèse sur le secret bancaire  et d'un DESS en droit bancaire et financier, spécialisé en droit des sociétés, droit maritime et droit de la représentation commerciale, Alexandre Najjar dirige un cabinet d'avocats à Beyrouth. Il est l'auteur de deux ouvrages juridiques et de plusieurs articles publiés dans des revues juridiques ou économiques.  
Il préside la Commission francophone au sein du Barreau de Beyrouth et est membre de la Commission nationale de la femme libanaise (CNFL). Il a été, avec Amal Makarem et le ministre Ziad Baroud, l'un des fondateurs de Houkouk el nass, supplément du quotidien An-Nahar qui défendait les libertés publiques et les droits du citoyen.
Il a été Chargé de cours à l’École supérieure des affaires (ESA) où il a enseigné le droit des affaires et le droit social.
Il a procédé avec deux confrères à la mise à jour du Traité de droit commercial d'Émile Tyan.
Il a été candidat au poste de bâtonnier de l'Ordre des avocats de Beyrouth (élections de novembre 2021). et a été élu le 21 novembre 2021 membre du Conseil de l'Ordre des avocats. Il a été nommé conseiller à la Cour d'appel de Beyrouth, chambre des affaires disciplinaires, responsable des Conférences de stage et responsable des relations entre le Barreau de Beyrouth et les régions.

## Honneurs et Distinctions
- Grand Prix de la Francophonie de l'Académie française (2020).
- Médaille d'or 2020 de la Renaissance française pour l'ensemble de l'œuvre.
- Prix du Salon du livre de Chaumont 2019 pour Harry et Franz.
- Prix Spiritualité aujourd’hui 2019 pour Harry et Franz.
- Médaille de l'Association Nationale des membres de  l'Ordre National du Mérite en 2017.
- Officier dans l'Ordre national du Cèdre en 2014.
- Lauréat du Prix Gibran en 2012.
- Médaille de l'Université de Poitiers en octobre 2011.
- Commandeur dans l'Ordre du mérite civil espagnol en 2011.
- Officier de l'ordre des Arts et des Lettres - France (2010)[15],[16].
- Lauréat du Prix du roman libanais en 2010 décerné par la Fondation Hanna Wakim et un jury de Lycéens le 9 novembre 2010 à Beyrouth.
- Médaille d'argent de la Ville de Rambouillet en 2009 remise en décembre 2009 par Gérard Larcher, président du Sénat.
- Médaille d'or de la Ville de Perpignan en 2009.
- Prix Hervé Deluen de l'Académie française en 2009.
- Prix Méditerranée en 2009.
- * Prix Saïd Akl en mars 2003.
- Chevalier de l'ordre des Arts et des Lettres en 2001.
- Élu Écrivain de l'année 2000 (Lions Club - Section Liban).
- Médaille de l'Union des Editeurs Libanais en 2000.
- Lauréat de la première Bourse de l'Ecrivain décernée par la Fondation Hachette, devenue la Fondation Lagardère en 1990.
- Lauréat du Prix littéraire de l'Asie en 1996.
- Prix France-Liban en 1999.
- Lauréat du Prix du Palais littéraire (décerné par des avocats et magistrats français, en 1994).
- Lauréat du Premier Prix de Poésie de la Ville de Paris en 1990.
- Prix Amsterdam en 1999.
- Lauréat d'une médaille d'argent aux IIIe jeux de la Francophonie (catégorie littérature).
- Prix Ignace Maroun en 1997.
- Lauréat de la Médaille d'argent de la Ville de Paris en 1990.
- Lauréat de la Médaille d'or de la Mairie de Paris [XIVe (14e)] en 1990.

### Infographie
- Sabine Audrerie, « Le livre de chevet de l’avocat et écrivain Alexandre Najjar », sur La Croix, 12 août 2019 (consulté le 10 octobre 2021)
- Mohammed Aïssaoui, « Alexandre Najjar, la francophonie au cœur », sur Le Figaro, 13 octobre 2021 (consulté le 15 octobre 2021)
- Beyrouth [AFP], « Le Liban à cran au lendemain de violents affrontements », sur Courrier international, 15 octobre 2021 (consulté le 15 octobre 2021)

### Ouvrage juridique
- L’administration de la société anonyme libanaise (préf. Yves Guyon), Emile Bruylant, 1999 ; 4e éd. 2022, 341 p. (ISBN 978-2-8027-1190-2).
- La garantie à première demande (Garantie autonome), Bruylant-LGDJ-Delta, 2010[17].